# Косте ди Сопра (Изернија)
Косте ди Сопра је насеље у Италији у округу Изернија, региону Молизе.
Према процени из 2011. у насељу је живело 10 становника. Насеље се налази на надморској висини од 631 м.